# Triphosa cinereata
Triphosa cinereata là một loài bướm đêm trong họ Geometridae.